# Rue Godillot
La rue Godillot est une voie publique de Saint-Ouen-sur-Seine, dans le département de la Seine-Saint-Denis.

## Situation et accès
Cette rue longe la ligne de La Plaine à Ermont - Eaubonne.

## Origine du nom

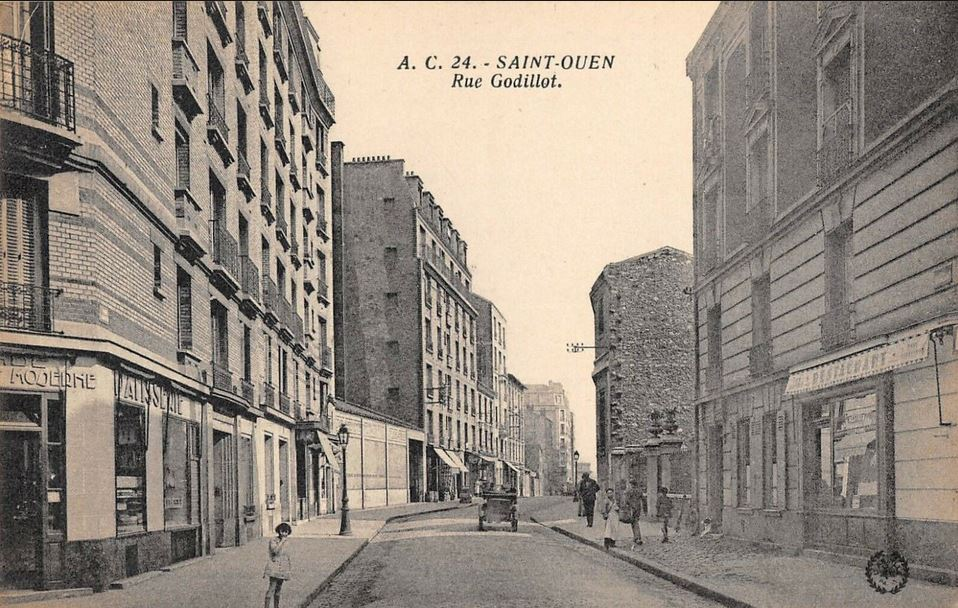
La rue Godillot.

Cette rue porte le nom d’Alexis Godillot, maire de Saint-Ouen de 1857 à 1870, et qui possédait une tannerie dans cette ville, laquelle fabriquait des chaussures destinées à l’Armée française.
Là est l'origine du mot godillots, terme désuet désignant une grosse chaussure, et d'où dérive le mot « godasse ».
L'usine, subsiste jusqu'en 1955 sous le nom « Etablissements Desfossés, anciens établissements Alexis Godillot ».

## Bâtiments remarquables et lieux de mémoire

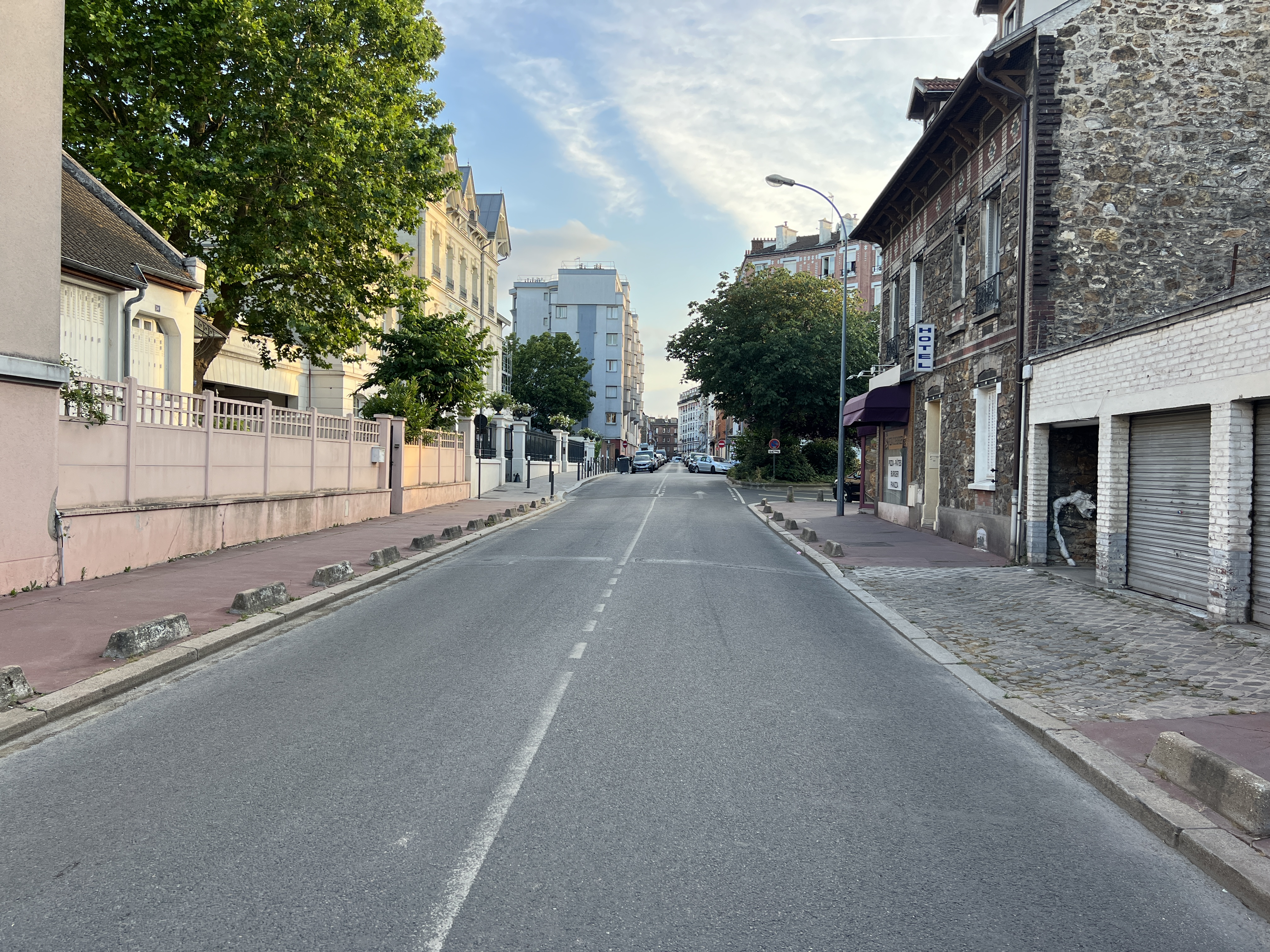
La rue en juin 2022.

- Gare de Saint-Ouen-sur-Seine, dite Gare Godillot[3], réalisée entre 1907 et 1909 par les architectes Ligny et Aumont[4].
- Cimetière parisien de Saint-Ouen, ouvert en 1860.
- Au no 11, le café-restaurant « Chez Gil », ancienne cantine du Red Star Football Club[5].